# 高丽兔
高丽兔（学名：Lepus coreanus），一种分布于朝鲜、韩国及中国吉林省等地区的哺乳动物，隶属于兔科兔属。其种加词“coreanus”意为“朝鲜的”。

## 分类变动
本种曾被视为华南兔长白山亚种（Lepus sinensis coreanus），现分子研究结果支持本种作为一独立种。

## 保护
本种于2023年被收录入《有重要生态、科学、社会价值的陆生野生动物名录》。